# The Square
The Square (på svenska: ”Rutan”) är en svensk dramafilm från 2017 i regi av Ruben Östlund, med Claes Bang, Elisabeth Moss, Dominic West och Terry Notary i huvudrollerna. Den utspelar sig i Stockholms konstvärld och kretsar kring Östlunds och Kalle Bomans installation Rutan på temat tillit. Filmen hade premiär i huvudtävlan vid filmfestivalen i Cannes 2017 där den även vann Guldpalmen.

## Handling
I en nära framtid är Christian chef för X-Royal, ett museum för samtidskonst inrymt i Stockholms slott. Museets senaste utställning är installationen The square, en avgränsad ruta där tillit ska råda mellan människor. När Christian blir rånad och försöker få tillbaka sina saker och en PR-byrå skapar ett viralt marknadsföringsklipp blir Christian och museet måltavlor för ett mediedrev.

## Medverkande
- Claes Bang som Christian
- Elisabeth Moss som Anne
- Dominic West som Julian Gijoni
- Terry Notary som Oleg
- Christopher Læssø som Michael
- Lise Stephenson Engström som Lise
- Lillianne Mardon som Lily
- Annica Liljeblad som Sonja
- Elijandro Edouard som Pojken

## Tematik
Enligt Östlund vill han med filmen ”belysa sprickan i tilliten som sakta men säkert vidgas mellan människor när samhället blir alltmer individualistiskt och idealen offras”.

## Tillkomst
Filmen är inspirerad av Ruben Östlunds och Kalle Bomans installation "Rutan" på Flanaden i Värnamo som funnits där i två år. Rutan ska vara en plats där folk litar på varandra.
Filmen producerades av Plattform Produktion i samproduktion med Film i Väst, Coproduction Office, Société Parisienne de Production, Essential Film, Arte och Sveriges Television. Den fick elva miljoner kronor i produktionsstöd från Svenska filminstitutet och en miljon danska kronor från Danska filminstitutet. Den sammanlagda budgeten var fem miljoner euro.
Konstnären Julian, spelad av Dominic West, är inspirerad av Julian Schnabel. Terry Notarys performancekonstnär är inspirerad av den amerikanske punkmusikern GG Allin, känd för sina våldsamma och amoraliska spelningar.
Inspelningen började i juni 2016 och pågick till oktober, med anhalter i Göteborg, Stockholm och Berlin.

## Visningar
Filmen hade premiär den 20 maj på filmfestivalen i Cannes 2017. Det var den första svenska filmen på 17 år som var med i huvudtävlingen. Inför premiären sa Östlund att filmen är den bästa han gjort. Sverigepremiären var den 25 augusti 2017.
Filmen har visats på SVT 2021.

## Mottagande

### Recensioner
Varietys Owen Gleiberman skrev från Cannes: ”Östlund erbjuder en tjusande skoningslös nedplockning av den samtida konstvärldens dekadens, vare sig det är Christian som, i en intervju med Anne (Elisabeth Moss), en amerikansk TV-reporter, stakande försvarar postmodern rappakalja i en av sina kataloger, eller den enkla åsynen av en utställning som består av konformade stenskärvshögar, med en skylt i vit neon som säger: ’You have nothing’. Filmens mörka skämt är att museet, av nödvändighet, egentligen handlar om pengar (donationerna som krävs för att sätta upp konsten; pengarna som konsten kommer inbringa på den öppna marknaden), så vad ’budskapet’ än låtsas vara, är det egentligen: Här är ett snofsigt påhitt som inte har någonting med ditt liv att göra.” Gleiberman skrev vidare: ”Östlund är, när han är som bäst, en besinningslös och trollbindande filmskapare, men tyvärr, så har han så mycket på hjärtat att han också, när han är som svagast, är formlös och didaktisk. The square är mer upprörande men mindre effektiv än Turist.”

### Utmärkelser
Filmen vann Guldpalmen vid filmfestivalen i Cannes 2017. Det var första gången på 25 år som priset gick till en svensk film. Senast det hände var 1992 när priset gick till Den goda viljan i regi av Bille August. Produktionsdesignern Josefin Åsberg vann även Vulcanuspriset för bästa tekniska insats, som delas ut av det franska bild- och ljudteknikerförbundet CST.
Inför Guldbaggegalan 2018 blev filmen nominerad till sex priser, bl.a. bästa film. Den svenska filmsajten Moviezine röstade även fram The Square till årets näst bästa svenska film (efter Borg).
| Priser och nomineringar             | Priser och nomineringar                | Priser och nomineringar             | Priser och nomineringar | Priser och nomineringar |
| Utmärkelse                          | Kategori                               | Mottagare                           | Resultat                | Källa                   |
| ----------------------------------- | -------------------------------------- | ----------------------------------- | ----------------------- | ----------------------- |
| Oscar (90:e)                        | Bästa icke-engelskspråkiga film        | The Square                          | Nominerad               |                         |
| Golden Globe Awards (75:e)          | Bästa icke-engelskspråkiga film        | The Square                          | Nominerad               | [ 15 ]                  |
| Filmfestivalen i Cannes (70:e)      | Guldpalmen                             | Ruben Östlund                       | Vann                    |                         |
| Filmfestivalen i Cannes (70:e)      | Vulcain Prize for the Technical Artist | Josefin Åsberg                      | Vann                    |                         |
| Guldbaggen (53:e)                   | Bästa regi                             | Ruben Östlund                       | Vann                    | [ 13 ]                  |
| Guldbaggen (53:e)                   | Bästa foto                             | Fredrik Wenzel                      | Vann                    | [ 13 ]                  |
| Guldbaggen (53:e)                   | Bästa film                             | Erik Hemmendorff och Philippe Bober | Nominerad               | [ 13 ]                  |
| Guldbaggen (53:e)                   | Bästa manliga huvudroll                | Claes Bang                          | Nominerad               | [ 13 ]                  |
| Guldbaggen (53:e)                   | Bästa manuskript                       | Ruben Östlund                       | Nominerad               | [ 13 ]                  |
| Guldbaggen (53:e)                   | Bästa scenografi                       | Josefin Åsberg                      | Nominerad               | [ 13 ]                  |
| European Film Awards (30:e)         | Bästa film                             | The Square                          | Vann                    | [ 16 ]                  |
| European Film Awards (30:e)         | Bästa komedi                           | The Square                          | Vann                    | [ 16 ]                  |
| European Film Awards (30:e)         | Bästa regi                             | Ruben Östlund                       | Vann                    | [ 16 ]                  |
| European Film Awards (30:e)         | Bästa skådespelare                     | Claes Bang                          | Vann                    | [ 16 ]                  |
| European Film Awards (30:e)         | Bästa manus                            | Ruben Östlund                       | Vann                    | [ 16 ]                  |
| European Film Awards (30:e)         | Bästa scenografi                       | Josefin Åsberg                      | Vann                    | [ 16 ]                  |
| Critics' Choice Movie Awards (23:e) | Bästa icke-engelskspråkiga film        | The Square                          | Nominerad               |                         |
| Satellite Awards (22:a)             | Bästa icke-engelskspråkiga film        | The Square                          | Nominerad               |                         |